# Hieracium lapponicifolium
Hieracium lapponicifolium es una especie de planta con flor del género Hieracium, de la familia Asteraceae, orden Asterales, descrita por el botánico ruso Román Shliákov como una nueva especie en 1981.

## Descripción
Este taxón destaca por varias características morfológicas que lo diferencian de otras especies cercanas dentro del mismo género.
Se diferencia de Hieracium lapponicum, descrita por Elias Magnus Fries, por:
1. Su tallo, que en la parte inferior presenta una densidad variable de vellosidad.[4]
2. Las hojas caulinares, con excepción de las inferiores, que frecuentemente tienen una base casi redondeada.[4]
3. Las brácteas involucrales, que pueden ser obtusas o agudas en el ápice, en contraste con las brácteas exclusivamente obtusas de H. lapponicum.[4]

## Distribución
Esta especie es endémica de los montes Urales centrales, específicamente en la región de Perm. Fue colectada por primera vez en el monte Bassog, en la ladera sur, en una zona de bosque curvado de abedules en terrazas elevadas.
Se encuentra en:
- Bosques abiertos de abedules en zonas de montaña.
- Tundras alpinas.
- Paisajes de bosque tundra.

Dado su hábitat restringido y su distribución limitada, H. lapponicifolium podría ser considerado un endemismo de los montes Urales centrales, con un posible valor indicativo de la salud de los ecosistemas de alta montaña.

## Taxonomía
La especie fue descrita científicamente por el botánico ruso Roman Nicolaevich Schljakov en base a un ejemplar tipo recolectado por A. Bezgodov el 30 de julio de 1981. El material tipo está depositado en el Herbario LE (Herbario del Instituto Botánico de Komarov, San Petersburgo, Rusia). La especie aparece registrada en una sección de la publicación Flora Evropeískoí Chasti SSSR 8: 378 en 1989.

### Etimología
El epíteto específico lapponicifolium hace referencia a la semejanza de las hojas con las de especies relacionadas que habitan en Laponia (Hieracium lapponicum).

## Artículo 2 000 000
Al crearse Hieracium lapponicifolium, se alcanzó la cifra de 2 000 000 artículos de la Wikipedia en español.